# Замък Пеячевич (Вировитица)
Замъкът Пеячевич (на хърватски: Dvorac Pejačević u Virovitici) се намира в хърватския град Вировитица, Вировитишко-подравска жупания, Северна Хърватия. В миналото е притежание на рода Пеячевичи.
На това място през Средновековието съществува крепост заобиколена от ров, наречена Васербург. Крепостта е разрушена от османците при завладяването на града през 1552 г. През 1684 г. тези земи са освободени от турската власт. През 1749 г. мястото е закупено от рода Пеячевичи и през следващите 90 години се стопанисва от тях. През 1800-1804 г. на мястото на руините от старата крепост граф Антун I Пеячевич (1749-1802) и синът му Антун II (1775-1838) построяват съвременния замък.
По-късно Пеячевичи продават замъка на аристократичния род Шаумбург-Липе, които го владеят до 1911 г., когато на свой ред го продават на граф Иван Драшкович. През 1930 г. замъкът е придобит от общината на града и е преустроен. От 1953 г. в него се помещава градски музей с етнографска, археологична, културна и др. колекции.
Самият замък представлява едноетажна сграда във формата на правоъгълник. Симетрична, с леко издадена централна част, като основната фасада е обърната към централния площад на град Вировитица. На задната страна на сградата има две редици аркади. Замъкът е добре поддържан, но прилежащият парк донякъде е обезобразен от изграждането в него на градски плувен басейн.